# Ockelbo
Ockelbo este un oraș în Suedia.

## Demografie
| \| Evoluția demografică a zonei urbane Ockelbo, 1970–2015 \| Evoluția demografică a zonei urbane Ockelbo, 1970–2015 \| Evoluția demografică a zonei urbane Ockelbo, 1970–2015 \| Evoluția demografică a zonei urbane Ockelbo, 1970–2015 \| Evoluția demografică a zonei urbane Ockelbo, 1970–2015 \| \| --------------------------------------------------------------------------------------- \| ------------------------------------------------------ \| ------------------------------------------------------ \| ------------------------------------------------------ \| ------------------------------------------------------ \| \| An \| \| \| Locuitori \| \| \| 1970 \| 1970 \| \| 2.669 \| 2.669 \| \| 1975 \| 1975 \| \| 2.810 \| 2.810 \| \| 1980 \| 1980 \| \| 3.059 \| 3.059 \| \| 1990 \| 1990 \| \| 2.892 \| 2.892 \| \| 1995 \| 1995 \| \| 2.954 \| 2.954 \| \| 2000 \| 2000 \| \| 2.739 \| 2.739 \| \| 2005 \| 2005 \| \| 2.723 \| 2.723 \| \| 2010 \| 2010 \| \| 2.724 \| 2.724 \| \| 2015 \| 2015 \| \| 2.875 \| 2.875 \| \| Sursa: SCB - Statistika Centralbyrån, Folkmängden per tätort. Vart femte år 1960 - 2016 \| \| \| \| \| |      |  |           |       |
| Evoluția demografică a zonei urbane Ockelbo, 1970–2015 |      |  |           |       |
| An |      |  | Locuitori |       |
| 1970 | 1970 |  | 2.669     | 2.669 |
| 1975 | 1975 |  | 2.810     | 2.810 |
| 1980 | 1980 |  | 3.059     | 3.059 |
| 1990 | 1990 |  | 2.892     | 2.892 |
| 1995 | 1995 |  | 2.954     | 2.954 |
| 2000 | 2000 |  | 2.739     | 2.739 |
| 2005 | 2005 |  | 2.723     | 2.723 |
| 2010 | 2010 |  | 2.724     | 2.724 |
| 2015 | 2015 |  | 2.875     | 2.875 |
| Sursa: SCB - Statistika Centralbyrån, Folkmängden per tätort. Vart femte år 1960 - 2016 |      |  |           |       |